# Лојна жлезда
Лојнице или лојне жлезде (лат. glandulae sebaceae) су жлезде које излучују лој. Смештене су у кожи уз корен длаке. Грађене су по типу разгранатих жлезда, a секрет стварају још док је плод у материци. Функција им се смањује у старости (старачка сува кожа). Својим секретом штите кожу од хладноће, a длаке од сушења.